# Hydravion à flotteurs

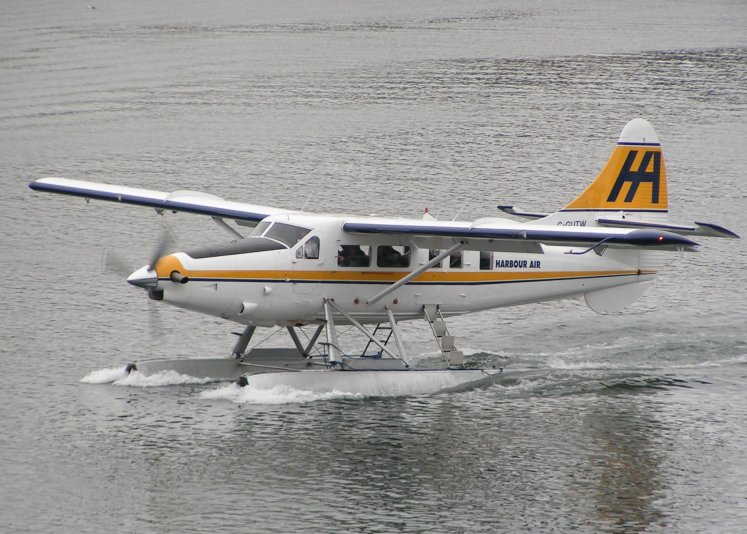
Un de Havilland Single Otter, un hydravion à flotteurs.

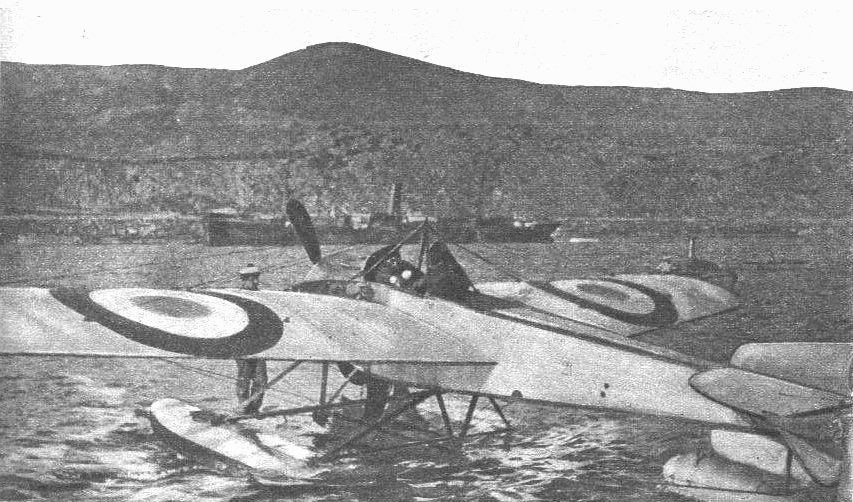
Hydravion à flotteurs Nieuport X, 1916

Un hydravion à flotteurs est un type d'hydravion léger, reposant uniquement sur des flotteurs, sans que son fuselage touche l'eau. Il s'oppose en cela aux hydravions à coque, beaucoup plus lourds mais plus « marins ».

## Avantages et inconvénients
Un hydravion à flotteurs est un avion sur lequel le train d'atterrissage est remplacé par des flotteurs. Les hydravions à flotteurs sont plus adaptés que les hydravions à coque pour les petits appareils, car ils permettent d'installer un seul moteur à piston de la manière habituelle, à l'avant du fuselage, chose qu'il est impossible de faire sur un hydravion à coque sans surélever le ou les moteurs. 
Même si le fuselage d'un hydravion à flotteurs est en principe plus aérodynamique que celui des hydravions à coque, les importants flotteurs situés sous le fuselage créent une résistance aérodynamique très significative, qui interdit aux hydravions à flotteurs d'être aussi manœuvrants en vol que des avions traditionnels ; ils sont également plus lents que pourra l'être un hydravion à coque.
Les deux flotteurs (par opposition à un flotteur central, et à plus forte raison la coque d'un hydravion à coque) limitent considérablement la capacité de l'appareil à affronter les vagues d'une certaine hauteur : en pratique, elles ne doivent guère dépasser 30 centimètres.
Cependant, ces deux flotteurs facilitent l'accostage de l'appareil et les opérations de débarquement des passagers. Dans le cas d'un appareil militaire, l'hydravion à flotteurs peut emporter sous le fuselage une charge telle qu'une torpille ou une lourde charge de bombes.
Les hydravions à flotteurs sont moins stables sur l'eau qu'un hydravion à coque.